# يوشينوبو إيكيدا
يوشينوبو إيكيدا (باليابانية: 池田義信؛ بالكانا: いけだ よしのぶ) هو كاتب سيناريو ومخرج ياباني، ولد في 10 مارس 1892 في ناغانو في اليابان، وتوفي في 9 يناير 1973.

## وصلات خارجية
- يوشينوبو إيكيدا على موقع IMDb (الإنجليزية)
- يوشينوبو إيكيدا على موقع قاعدة بيانات الفيلم (الإنجليزية)
- يوشينوبو إيكيدا على موقع كينوبويسك (الروسية)